# 怒髪天・増子直純の月刊★ロック判定
『怒髪天・増子直純の月刊★ロック判定』（どはつてん・ますこなおずみの・げっかん・ロックはんてい）は、NHKラジオ第1放送で2014年4月26日より原則として毎月最終土曜日20時05分頃から20時55分まで放送したバラエティ番組である。2015年3月28日の放送をもって終了した。

## 概要
2014年3月で終了した、同じ増子直純（怒髪天）がパーソナリティを務めた『怒髪天 増子直純兄ィのロックな労働相談室』を全面リニューアルしてスタートした。
毎回リスナーから寄せられる投書や、様々な最近の話題、身の回りの小ネタについて「それがロックなものか、ロックでないものなのか」を増子と、ゲスト判定員（歌手やタレントら）が判定するというものである。

## ゲスト
1. 2014年度
  1. 4月：忘れらんねえよ（ロックバンド）
  2. 5月：高橋優
  3. 6月：KEYTALK
  4. 7月：クリープハイプ
  5. 8月：森山直太朗
  6. 9月：浜野謙太（SAKEROCK）
  7. 10月：秋元真夏、橋本奈々未（乃木坂46）[2]
  8. 11月：ヒトリエ
  9. 12月：THE BAWDIES
（2015年）
  10. 1月：KANA-BOON
  11. 2月：鈴木圭介、グレートマエカワ（フラワーカンパニーズ）[3]
  12. 3月（最終回）：レキシ